# 32 Old Slip
Het 32 Old Slip, voorheen bekend als het One Financial Square, is een wolkenkrabber in de Amerikaanse stad New York. Hij staat in de wijk South Street Seaport, in het oosten van Lower Manhattan.

## Historiek
Het 32 Old Slip heeft een totaal vloeroppervlak van 107.900, 8 m². Het kantoorgebouw is ruim 175 meter hoog en telt 36 verdiepingen. Het 32 Old Slip heeft vier glazen vliesgevels die aan elke zijde van het gebouw als het ware 'omsingeld' worden door vier granieten buitenmuren die voor een octagonaal oppervlak zorgen. Hij staat aan de straten Old Slip en Wall Street in de wijk South Street Seaport van de Lower East Side op het eiland Manhattan. Aangezien het 32 Old Slip goed zichtbaar is vanwege de ligging aan de westelijke oever van de East River, vormt het een belangrijk onderdeel van de skyline van New York.
De United States Mint, een tak van de United States Department of the Treasury, verkocht de grond waarop het gebouw zou komen te staan in 1983 aan projectontwikkelaar aan Howard Ronson's HRO International Ltd. Daarvoor stond op die locatie het gebouw van de United States Assay Office, waar onderzoek werd gedaan naar of over edele metalen. Dit gebouw moest plaats ruimen voor het 32 Old Slip.
Het gebouw heette aanvankelijk One Financial Square, terwijl de bouw van de wolkenkrabber werd voltooid in 1987.
De Paramount Group, actief in de wereldwijde defensie-, interne veiligheid- en vredeshandhaving, kocht het gebouw voor de som van 135 miljoen dollar in 1995, met steun van de voormalige Japanse bank Sanwa. Het Zuid-Afrikaanse bedrijf ving twaalf jaar later 751 miljoen dollar toen ze het gebouw verkocht aan Beacon Capital Partners, dat hiervoor een lening van 350 miljoen dollar moest aanvragen bij MetLife. De verkoop van het 32 Old Slip in 2007 was destijds een van de grootste deals die werden afgesloten op commercieel vastgoed in de stad.
In december 2014 kocht vastgoedonderneming RXR Realty het gebouw van Beacon Capital Partners voor een bedrag van 675 miljoen dollar.

## In populaire cultuur
- Het 32 Old Slip verschijnt in het computerspel Grand Theft Auto IV uit 2008 en hieropvolgende episodes Grand Theft Auto: The Ballad of Gay Tony (GTA: TBoGT) en Grand Theft Auto: The Lost and Damned (GTA: TLaD) uit 2009, en vanuit top-downperspectief in Grand Theft Auto: Chinatown Wars, eveneens uit 2009 ; allen door de Amerikaanse studio Rockstar Games. In GTA: TBoGT heeft het gebouw een rolletje in de missie "Sexy Time" van het personage Yusuf Amir, waarbij de speler een gevechtshelikopter (Buzzard), op een luxejacht gestolen, op het dak landt. Het gebouw kreeg de fictieve naam Privateer Road Building in de fictieve stad Liberty City conform andere gebouwen op Manhattan. De wijk waar het gebouw op Lower Manhattan staat, kreeg de naam Fishmarket South en is gebaseerd op South Street Seaport. De straatnaam, met name Old Slip, werd Privateer Road genoemd.[a][b]
- Zowel het interieur als exterieur van het 32 Old Slip zijn te zien, of werden gebruikt voor opnames, in de film The Thomas Crown Affair van John McTiernan uit 1999.[5]